# Eubroncus prodigiosus
Eubroncus prodigiosus är en stekelart som först beskrevs av Yoshimoto, Kozlov och Trjapitzin 1972.  Eubroncus prodigiosus ingår i släktet Eubroncus och familjen dvärgsteklar. Inga underarter finns listade i Catalogue of Life.